# Reid Ribble

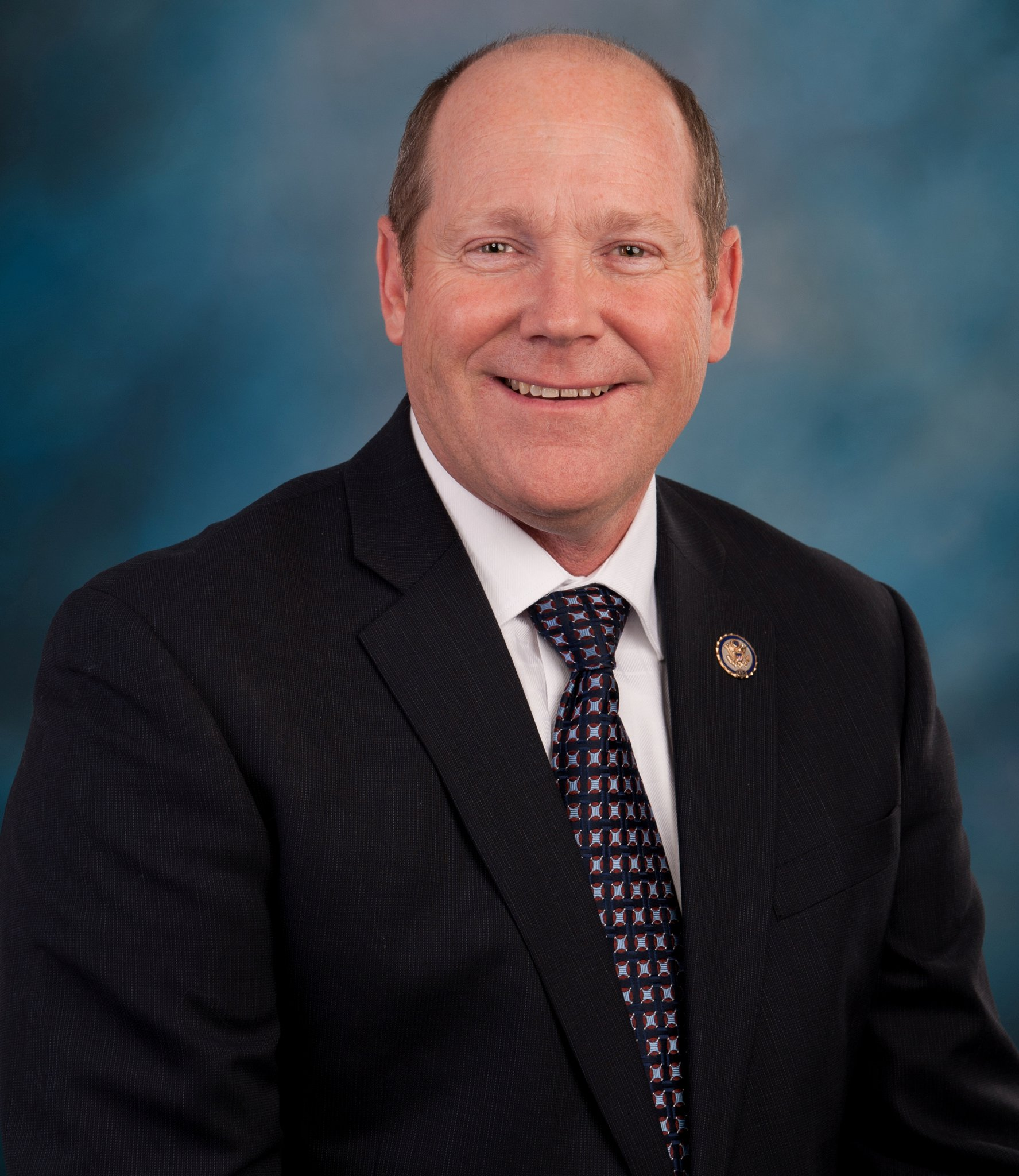
Reid Ribble (2011)

Reid James Ribble (* 5. April 1956 in Neenah, Winnebago County, Wisconsin) ist ein US-amerikanischer Politiker. Von 2011 bis 2017 vertrat er den Bundesstaat Wisconsin im US-Repräsentantenhaus.

## Werdegang
Reid Ribble besuchte bis 1974 die Appleton East High School und danach die Grand Rapids School of Bible and Music in Grand Rapids (Michigan), um Geistlicher zu werden. Er änderte aber seine Meinung und wurde Geschäftsmann in der Dachdeckerbranche. Heute ist er Leiter der in Kaukauna ansässigen Firma The Riddle Group Inc.
Politisch schloss sich Ribble der Republikanischen Partei an. Bei den Kongresswahlen des Jahres 2010 wurde er im achten Wahlbezirk von Wisconsin in das US-Repräsentantenhaus in Washington, D.C. gewählt, wo er am 3. Januar 2011 die Nachfolge von Steve Kagen antrat, den er bei der Wahl geschlagen hatte. Da er bei allen nachfolgenden Wahlen einschließlich der des Jahres 2014 jeweils wiedergewählt wurde, konnte er sein Mandat bis zum 3. Januar 2017 ausüben. Er schied an diesem Tag aus dem Repräsentantenhaus aus, da er sich im Jahr 2016 nicht mehr zur Wahl stellte. Ribble war Mitglied im Landwirtschaftsausschuss und im Haushaltsausschuss sowie in zwei Unterausschüssen. Außerdem gehörte er dem Liberty Caucus an.
Reid Ribble ist verheiratet und Vater von zwei Kindern. Außerdem hat die Familie mehrere Enkelkinder. Privat wohnt er in Appleton. Am 30. Januar 2016 verkündete er seinen Verzicht auf eine weitere Kandidatur. Daher wird er voraussichtlich am 3. Januar 2017[veraltet] aus dem Kongress ausscheiden.